# International Standard Name Identifier
L'International Standard Name Identifier o ISNI és una base de dades que gereix un mètode per identificar de forma unívoca les persones que col·laboren amb continguts en els mitjans de comunicació, com llibres, programes de televisió, articles de diaris o revistes, etc. Aquest identificador consisteix en setze xifres dividides en quatre blocs de quatre cadascun.
Exemple: el número ISNI de Lluís Companys i Jover és 0000 0001 0909 8292.
Va ser desenvolupat sota els auspicis de l'Organització Internacional per a l'Estandardització (ISO) amb la seva norma internacional ISO-27729, publicada el 15 de març de 2012. La subcomissió novena del comitè tècnic 46 és el responsable del seu desenvolupament. L'ISNI pot ser utilitzat per a la desambiguació de noms que, d'altra forma, podrien ser confosos, i enllacen les dades sobre aquestes persones que són recollides i utilitzades en tots els sectors de la indústria dels mitjans de comunicació. El 2014, la banca de dades de l'Isni contenia més de vuit milions d'identitats, o sia 7,53 milions de persones i 490 000 organitzacions. Hi col·laboren 29 institucions i banques de dades així com quaranta biblioteques nacionals o de recerca. S'hi integren també les dades del registre Virtual International Authority File (VIAF).